# Sybra flavipennis
Sybra flavipennis là một loài bọ cánh cứng trong họ Cerambycidae.